# Jimmy Smits
Pour les articles homonymes, voir Smits.
 (novembre 2024).
Si vous disposez d'ouvrages ou d'articles de référence ou si vous connaissez des sites web de qualité traitant du thème abordé ici, merci de compléter l'article en donnant les références utiles à sa vérifiabilité et en les liant à la section « Notes et références ».
Jimmy Smits est un acteur américain, né le 9 juillet 1955 à Brooklyn (New York). Il est principalement connu pour son rôle de Bail Organa dans la saga Star Wars.

## Biographie
Jimmy L. Smits est né le 9 juillet 1955. Il est surtout connu pour avoir joué l'avocat Victor Sifuentes dans la série judiciaire La Loi de Los Angeles, le détective du NYPD Bobby Simone dans New York Police Blues, Matt Santos dans la série politique À la Maison-Blanche. Il est également apparu dans les rôles de Bail Organa dans la saga de films Star Wars et Miguel Prado dans la série Dexter. De 2012 à 2014, il rejoint le casting principal de Sons of Anarchy dans le rôle de Nero Padilla. Smits a aussi interprété Elijah Strait dans la série dramatique Bluff City Law.

### Jeunesse
Son père, Cornelius Smits est un immigrant surinamien d'origine néerlandaise, à la tête d'une entreprise de sérigraphie, tandis que sa mère, Emilina, est portoricaine, et travaillait comme infirmière. Il a 2 sœurs, Yvonne et Diana. Il est élevé dans un environnement familial catholique, au cœur de quartiers ouvriers, et passe une partie de son enfance à Porto Rico.
Il obtient son bachelor's degree du Brooklyn College en 1980, et un master des Beaux-Arts (MFA) de l'université Cornell en 1982.
Bien que né à New-York, ses origines portoricaines lui sont chères, et il se rend par ailleurs fréquemment sur l'île. Il a été arrêté pour sa participation aux manifestations contre les essais de la Marine Américaine dans les îles portoricaines de Vieques.

### Carrière

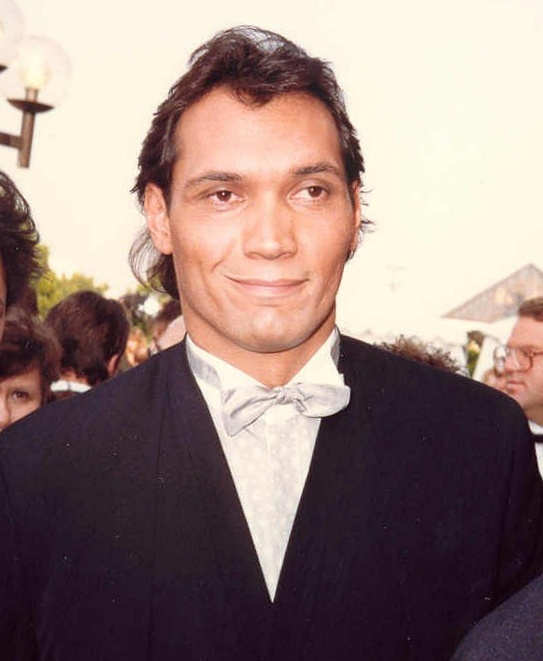
Jimmy Smits aux Emmy Awards.

L'un des premiers rôles majeurs tenus par Jimmy Smits est celui du premier partenaire de Sonny Crockett dans la série Deux flics à Miami, mais son personnage meurt à la suite d'un coup monté qui se déroule mal. Il a également joué Victor Sifuentes dans les cinq premières saisons de la série La Loi de Los Angeles ainsi que le détective Bobby Simone dans la série New York Police Blues.
Le public commence à véritablement remarquer Smits pour son interprétation du Sénateur Bail Organa d'Alderaan qui apparaît dans Star Wars, épisode II : L'Attaque des clones et devient ensuite le père adoptif de la princesse Leia dans Star Wars, épisode III : La Revanche des Sith. On peut également retrouver ses traits physiques et sa voix pour le même personnage dans le jeu vidéo Star Wars : le Pouvoir de la force sorti en 2008.
Il devait animer les Latin Grammy Awards broadcast de 2001, mais ce fut annulé à cause de l'attaque terroriste du 11/09, et il donna à la place une conférence de presse non diffusée à la télévision afin d'annoncer les vainqueurs.

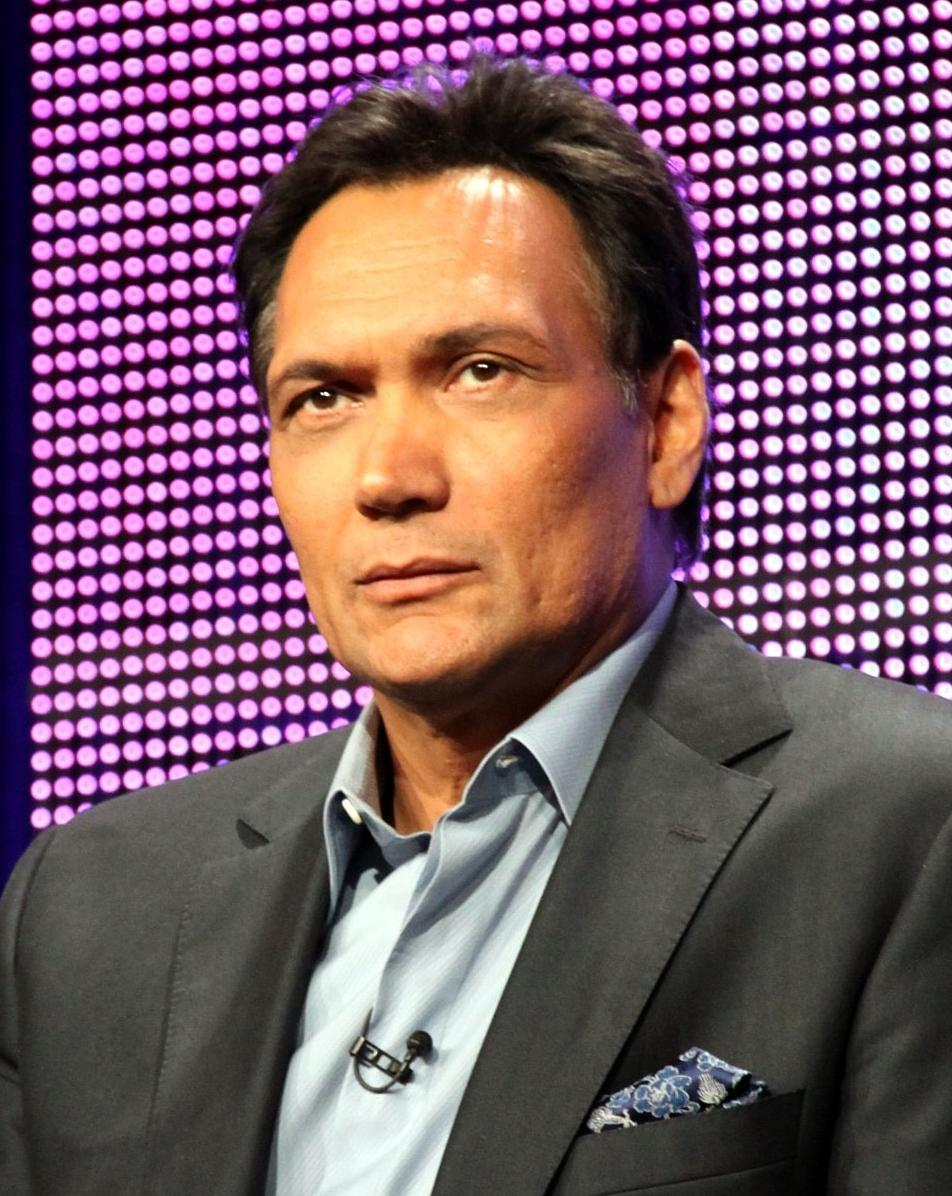
Jimmy Smits.

Il joua le rôle de Matt Santos, personnage fictif et membre du Congrès américain, de Houston, puis candidat démocrate à la présidence des États-Unis, dans les deux dernières saisons de la série À la Maison-Blanche, retrouvant l'acteur John Spencer de la série La Loi de Los Angeles.
Dans la troisième saison de Dexter, Smits endosse le rôle de Miguel Prado, assistant du procureur de Miami qui se lie d'amitié avec Dexter et avec lequel il développe une relation particulière. En outre, il interprète Alex Vega dans Cane, série néanmoins retirée des écrans par CBS à cause de la grève des scénaristes de 2007.
À la rentrée des séries américaines de 2012, on le retrouve dans le rôle de Neron « Nero » Padilla, un proxénète, dans la saison 5 de Sons of Anarchy (FX Networks).
En 2016, il reprend le rôle du sénateur Bail Organa dans Rogue One: A Star Wars Story de Gareth Edwards, premier film dérivé de la franchise Star Wars avec le label A Star Wars Story. Il prête également sa voix à Oscar Diaz dans le jeu de tir à la troisième personne Gears of War 4, cinquième volet de la franchise Gears of War appartenant à Xbox Game Studios.
En 2022, il reprend une énième fois le rôle du sénateur Bail Organa pour les besoins de la série télévisée Obi-Wan Kenobi, série qui marque le retour d'Ewan McGregor dans la peau du Jedi déchu, dix ans après La Revanche des Sith.

### Vie privée
Smits a été marié à Barbara Smits en 1981, mais ils divorcent en 1987. Ils eurent alors deux enfants, Taina (née en 1973) et Joaquin (né en 1983). Il entretient depuis 1986 une relation avec l'actrice Wanda de Jesus, ils vivent actuellement à Los Angeles.

## Filmographie

### Cinéma
- 1986 : Deux flics à Chicago (Running Scared) : Julio Gonzales
- 1987 : Hotshot : Stars Team Member
- 1987 : Les Envoûtés (The Believers) : Tom Lopez
- 1989 : Old Gringo : Gen. Tomas Arroyo
- 1990 : Urgences (Vital Signs) : Dr David Redding
- 1991 : Dans la peau d'une blonde (Switch) : Walter Stone
- 1991 : Cruel dilemme (Fires Within) : Nestor
- 1993 : Gross Misconduct : Justin Thorne
- 1995 : Rêves de famille (My Family) : Jimmy Sanchez
- 1995 : The Last Word : Actor (Martin)
- 1997 : Murder in Mind : Peter Walker
- 1997 : Lesser Prophets : Mike
- 2000 : The Million Dollar Hotel : Geronimo
- 2000 : Le Prix de la gloire (Price of Glory) : Arturo Ortega
- 2000 : L'Élue (Bless the Child) : Agent John Travis
- 2002 : Star Wars, épisode II : L'Attaque des clones (Star Wars: Episode II - Attack of the Clones) : sénateur Bail Organa
- 2005 : Star Wars, épisode III : La Revanche des Sith (Star Wars: Episode III - Revenge of the Sith) : sénateur Bail Organa
- 2007 : Lettre ouverte à Jane Austen (The Jane Austen Book Club) : Daniel Avila
- 2009 : El Traspatio : Mickey Santos
- 2010 : Mother and Child : Paco
- 2016 : Rogue One: A Star Wars Story[5] : sénateur Bail Organa
- 2020 : D'où l'on vient (In The Heights) de Jon Chu : Kevin Rosario
- 2020 : The Tax Collector de David Ayer : The Wizard

### Télévision

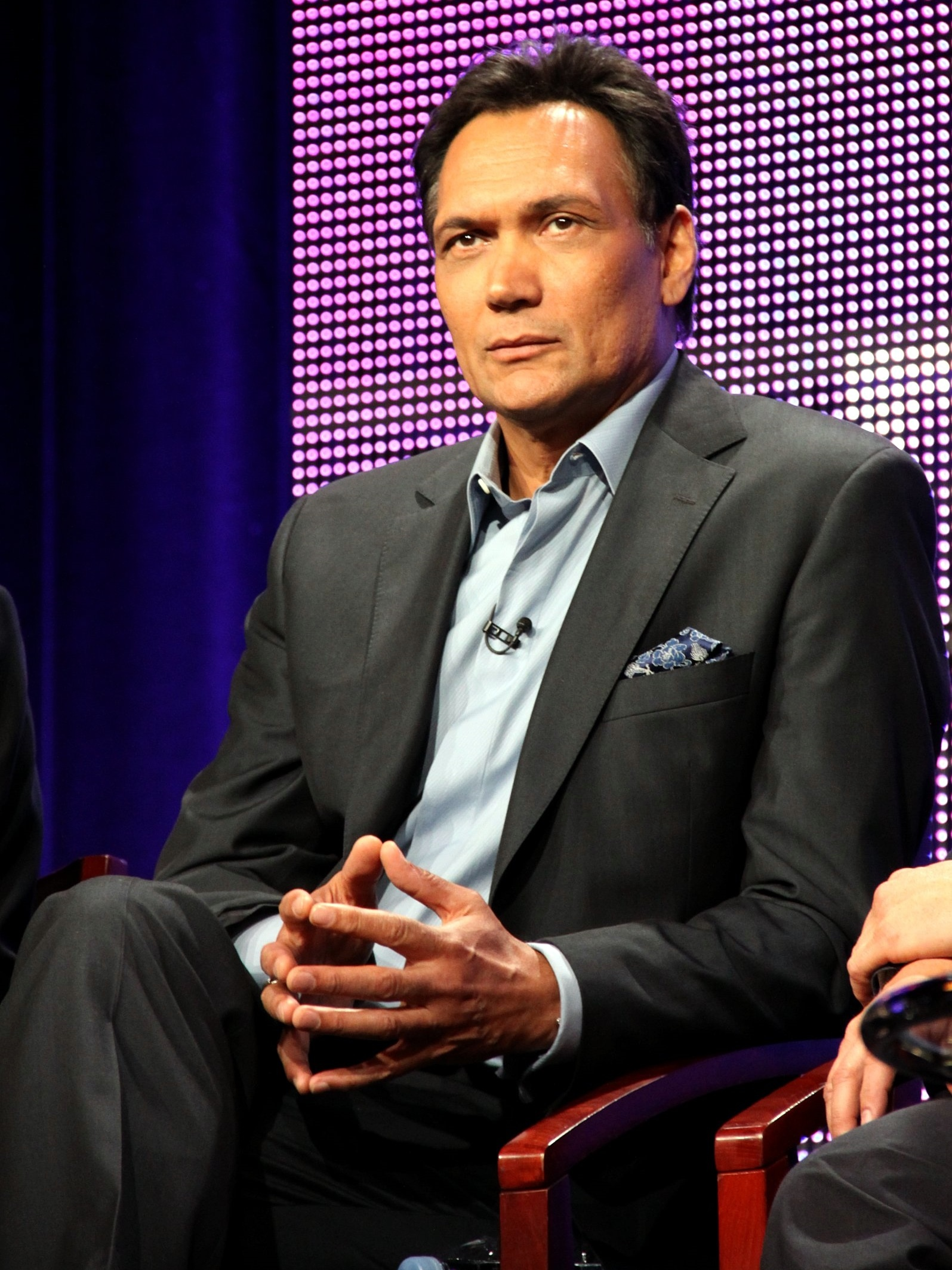
Jimmy Smits en 2010.

- 1984 : Deux flics à Miami (Miami Vice), saison 1, épisodes 1 et 2 : Eddie Rivera
- 1986 : Rockabye : deuxième policier
- 1986-1992 : La Loi de Los Angeles : Victor Sifuentes
- 1987 : The Highwayman : Bo Ziker
- 1987 : Stamp of a Killer : Richard Braden
- 1988 : Meurtre à Atlantic City (Glitz) : Vincent Marra
- 1992 : The Broken Cord : David Norwell
- 1993 : Les Tommyknockers (The Tommyknockers) : Jim Gardner
- 1994 : The Cisco Kid (en) : Cisco Kid
- 1994-1998 et 2004 : New York Police Blues : détective Bobby Simone
- 1995 : Happily Ever After: Fairy Tales for Every Child : Old King Cole (voix)
- 1995 : Solomon & Sheba : King Solomon
- 1996 : Marshal Law : Jack Coleman
- 1997 : Mother Goose: A Rappin' and Rhymin' Special : Old King Cole (voix)
- 2004-2006 : À la Maison-Blanche (The West Wing), saisons 6 et 7 : Matt Santos
- 2005 : Lackawanna Blues : Ruben Santiago Sr.
- 2007 : Cane : Alex
- 2008 : Dexter, saison 3 : Miguel Prado
- 2012-2014 : Sons of Anarchy, saisons 5 à 7 : Neron « Nero » Padilla
- 2016 : The Get Down : Francisco « Papa Fuerte » Cruz
- 2016-2017 : Brooklyn Nine-Nine, saison 4, épisode 7 et saison 5 épisode 7 : Victor Santiago
- 2017 : 24: Legacy : sénateur John Donovan
- 2017 - 2018 : Murder : Dr Isaac Roa (13 épisodes)
- 2019 : Bluff City Law : Elijah Strait
- 2022 : Obi-Wan Kenobi : Bail Organa
- 2025 : Dexter: Resurrection : Miguel Prado

### Jeux vidéo
- 2008 : Star Wars : Le Pouvoir de la Force : Bail Organa
- 2016 : Gears of War 4 : Oscar Diaz

## Distinctions

### Récompenses
- Primetime Emmy Awards 1990 : Meilleur acteur dans un second rôle dans une série télévisée dramatique pour La loi de Los Angeles
- Viewers for Quality Television Awards 1990 : Meilleur acteur dans un second rôle dans une série télévisée dramatique pour La loi de Los Angeles
- Screen Actors Guild Awards 1995 : Meilleure distribution dans une série télévisée dramatique pour New York Police Blues partagé avec Gordon Clapp, Dennis Franz, Sharon Lawrence, James McDaniel, Gail O'Grady et Nicholas Turturro.
- Golden Globes 1996 : Meilleur acteur dans une série télévisée dramatique pour New York Police Blues
- NCLR Bravo Awards 1996 : Meilleur acteur dans une série télévisée dans un rôle de crossover pour New York Police Blues
- ALMA Awards 1998 : Meilleur acteur dans une série télévisée dans un rôle de crossover pour New York Police Blues
- Satellite Awards 1998 : Meilleur acteur dans une série télévisée dramatique pour New York Police Blues
- ALMA Awards 1999 : Meilleur acteur dans une série télévisée dans un rôle de crossover pour New York Police Blues
- Imagen Foundation Awards 2005 : Meilleur acteur de télévision pour À la Maison-Blanche
- ALMA Awards 2006 : Meilleur acteur dans une série télévisée pour À la Maison-Blanche
- Saturn Award 2009 : Meilleur acteur invité dans une série télévisée pour Dexter

### Nominations
- Primetime Emmy Awards 1986 : Meilleur acteur dans un second rôle dans une série télévisée dramatique pour La loi de Los Angeles
- Primetime Emmy Awards 1987 : Meilleur acteur dans un second rôle dans une série télévisée dramatique pour La loi de Los Angeles
- Primetime Emmy Awards 1988 : Meilleur acteur dans un second rôle dans une série télévisée dramatique pour La loi de Los Angeles
- Primetime Emmy Awards 1989 : Meilleur acteur dans un second rôle dans une série télévisée dramatique pour La loi de Los Angeles
- Viewers for Quality Television Awards 1991 : Meilleur acteur dans un second rôle dans une série télévisée dramatique pour La loi de Los Angeles
- Golden Globes 1991 : Meilleur acteur dans un second rôle dans une série télévisée dramatique pour La loi de Los Angeles
- Primetime Emmy Awards 1991 : Meilleur acteur dans un second rôle dans une série télévisée dramatique pour La loi de Los Angeles
- Primetime Emmy Awards 1992 : Meilleur acteur dans un second rôle dans une série télévisée dramatique pour La loi de Los Angeles
- Primetime Emmy Awards 1995 : Meilleur acteur dans un second rôle dans une série télévisée dramatique pour La loi de Los Angeles
- Primetime Emmy Awards 1996 : Meilleur acteur dans un second rôle dans une série télévisée dramatique pour La loi de Los Angeles
- Screen Actors Guild Awards 1996 :
  - Meilleure distribution pour une série télévisée dramatique pour New York Police Blues partagé avec Gordon Clapp, Dennis Franz, Sharon Lawrence, Kim Delaney, Justine Miceli, James McDaniel, Gail O'Grady et Nicholas Turturro.
  - Meilleur acteur dans une série télévisée dramatique pour New York Police Blues
- Screen Actors Guild Awards 1997 :
  - Meilleure distribution dans une série télévisée dramatique pour New York Police Blues partagé avec Gordon Clapp, Dennis Franz, Sharon Lawrence, Kim Delaney, Justine Miceli, James McDaniel, Gail O'Grady et Nicholas Turturro.
  - Meilleur acteur dans une série télévisée dramatique pour New York Police Blues
- Golden Globes 1997 : Meilleur acteur dans une série télévisée dramatique pour New York Police Blues
- Primetime Emmy Awards 1997 : Meilleur acteur dans une série télévisée dramatique pour New York Police Blues
- Viewers for Quality Television Awards 1997 : Meilleur acteur dans une série télévisée dramatique pour New York Police Blues
- Screen Actors Guild Awards 1998 :
  - Meilleure distribution dans une série télévisée dramatique pour New York Police Blues partagé avec Gordon Clapp, Kim Delaney, Dennis Franz, James McDaniel, Andrea Thompson et Nicholas Turturro.
  - Meilleur acteur dans une série télévisée dramatique pour New York Police Blues
- Golden Globe Award 1998 : Meilleur acteur dans une série télévisée dramatique pour New York Police Blues
- Primetime Emmy Awards 1998 : Meilleur acteur dans une série télévisée dramatique pour New York Police Blues
- Screen Actors Guild Awards 1999 :
  - Meilleure distribution dans une série télévisée dramatique pour New York Police Blues partagé avec Gordon Clapp, Kim Delaney, Dennis Franz, Sharon Lawrence, James McDaniel, Andrea Thompson et Nicholas Turturro.
  - Meilleur acteur dans une série télévisée dramatique pour New York Police Blues
- Satellite Awards 1999 : Meilleur acteur dans une série télévisée dramatique pour New York Police Blues
- TV Guide Awards 1999 : Meilleur dans une série télévisée dramatique pour New York Police Blues
- Primetime Emmy Awards 1999 : Meilleur acteur dans une série télévisée dramatique pour New York Police Blues
- Imagen Foundation Awards 2006 : Meilleur acteur de télévision pour À la Maison-Blanche
- Image Awards 2008 : Meilleur acteur dans une série télévisée dramatique pour Cane
- Satellite Awards 2008 : Meilleur acteur dans un second rôle à la télévision pour Dexter
- Imagen Foundation Awards 2009 : Meilleur acteur dans un second rôle à la télévision pour Dexter
- ALMA Awards 2009 : Meilleur acteur de télévision dans un drame pour Dexter
- Primetime Emmy Awards 2009 :
  - Meilleur acteur dans une série télévisée dramatique pour Dexter
  - Meilleure distribution dans une série télévisée dramatique pour Dexter partagé avec Preston Bailey, Julie Benz, Jennifer Carpenter, Valerie Cruz, Kristin Dattilo, Michael C. Hall, Desmond Harrington, C.S. Lee, Jason Manuel Olazabal, David Ramsey, James Remar, Christina Robinson, Lauren Vélez et David Zayas.
- Imagen Foundation Awards 2010 : Meilleur acteur dans un second rôle dans un film pour El Traspatio
- Primetime Emmy Awards 2013 : Meilleur acteur dans une série télévisée dramatique pour Sons of Anarchy
- Satellite Awards 2013 : Meilleur acteur dans un second rôle à la télévision pour Sons of Anarchy

## Voix francophones
En version française, Jimmy Smits est principalement doublé par Bernard Lanneau. Ce dernier est notamment sa voix dans La Loi de Los Angeles, L'Élue, Cane, Sons of Anarchy, 24 Heures : Legacy, Murder, Bluff City Law ou encore D'où l'on vient.
Lionel Tua est sa voix dans les films Star Wars ainsi que dans les séries À la Maison-Blanche, Dexter et Brooklyn Nine-Nine. Emmanuel Jacomy le double de manière occasionnelle : en 1992 dans Adam, la corde rompue, en 1993 dans Les Tommyknockers, en 2007 dans Lettre ouverte à Jane Austen, et en 2017 dans The Get Down. Enfin, il est doublé à titre exceptionnel par François Leccia dans Urgences, Vincent Violette dans The Million Dollar Hotel tandis que dans la série New York Police Blues, s'il est doublé par Claude Giraud dans toute la série, c'est Joël Martineau qui le double dans le 6e épisode de la 12e saison.